# Tristan Peersman
Tristan Peersman (28 september 1979) is een voormalig Belgisch voetbaldoelman die sinds 2018 aan de slag is als hoofdtrainer bij FC Oxford Hemiksem. In het verleden stond hij tussen de palen bij onder meer RSC Anderlecht, KSK Beveren, Willem II en RAEC Mons. In 2004 stond hij ook vier keer onder de lat bij de Rode Duivels.

## Carrière

### Jeugd
Tristan Peersman leerde voetballen aan de oevers van de Schelde bij het bescheiden KV Hemiksem. Na enkele jaren ruilde hij de club in voor Boom FC alvorens op 12-jarige leeftijd bij KSK Beveren te belanden. Als doelman doorliep hij er 6 jaar de jeugdreeksen. De club stond bekend om de getalenteerde doelmannen die het voortbracht. Onder meer Jean-Marie Pfaff, Filip De Wilde en Geert De Vlieger werden bij Beveren opgeleid.

### Beveren
In het seizoen 1996/97 werd Peersman voor het eerst opgenomen in de A-kern. De jonge doelman stond in die dagen in de schaduw van meer ervaren collega's als Franky Frans, Roland Velkeneers en Erwin Lemmens. Pas in het seizoen 1998/99 mocht Peersman voor het eerst onder de lat staan bij Beveren. Een seizoen later kwam hij als doublure van Kris Van De Putte meer dan 10 keer in actie voor de Waaslanders. Zo speelde hij mee tegen Club Brugge, een wedstrijd waarin hij al na 25 minuten rood kreeg. Peersman wilde uittrappen en zag niet dat tegenstander Vital Borkelmans hem langs achter naderde. Borkelmans ontfutselde hem de bal en scoorde. Peersman en zijn ploegmaats protesteerden bij scheidsrechter Frank De Bleeckere, maar hij keurde de goal goed. Toen Peersman de scheidsrechter vervolgens vastpakte, kreeg hij een rode kaart.

### Anderlecht
Met het oog op de toekomst haalde RSC Anderlecht in de zomer van 2000 de 21-jarige Peersman in huis. Het was toenmalig trainer Aimé Antheunis die hem naar Brussel loodste. Peersman werd derde doelman na Filip De Wilde en Zvonko Milojević en kreeg er na verloop van tijd met Željko Pavlović zelfs nog een derde concurrent bij. Onder meer door een zware blessure aan de achillespees kwam Peersman aanvankelijk niet aan spelen toe. Toen in 2003 zowel De Wilde als Milojević vertrok, schoof Peersman op in de pikorde en werd hij de doublure van Daniel Zitka. Hij streed met de Tsjech om een plaats onder de lat, maar opnieuw een lange blessure gooide roet in het eten. Pas begin 2004 keerde Peersman terug in de kern. Toen vervolgens Zitka met een blessure uitviel, werd hij eerste doelman. Hij speelde enkele sterke wedstrijden en werd ook voor de eerste keer opgeroepen voor de nationale ploeg. Eind april 2004 veroverde hij met paars-wit de landstitel.
Voetbalkenners voorspelden Peersman een grote toekomst bij zowel de nationale ploeg als Anderlecht. Toch koos trainer Hugo Broos voor het seizoen 2004/05 opnieuw voor Zitka als eerste doelman. Toen Anderlecht vervolgens de openingswedstrijd tegen Excelsior Moeskroen met 2-0 verloor, na onder meer een flater van Zitka, stapte Peersman naar de pers.

Ik voelde me alsof ik een slag in mijn gezicht kreeg. Een zoveelste. Drie jaar lang heb ik gevochten om terug te keren na een soms schijnbaar hopeloze hielblessure. Ik vocht terug toen ze me in de C-kern zetten. En toen ik eindelijk naar de A-kern mocht, heb ik gevochten om eerste keeper te worden. Eén van de fundamenten van mijn opvoeding was respect. Ik dacht dat dat ook in het voetbal bestond, maar ik voel nu een gebrek aan respect.

Hij voegde er even later aan toe:

Ik weet niet of ik nog als prof verder wil. Ik lig met mezelf in de knoop. (...) Ik overweeg te stoppen. En wel nu meteen.

Na de straffe uitspraken zette zowel manager Herman Van Holsbeeck als voorzitter Roger Vanden Stock de 24-jarige keeper op zijn plaats. Peersman bleef op de bank en zag hoe Zitka het team naar de groepsfase van de Champions League leidde. Maar in de eerste groepswedstrijd ging de Tsjech twee keer in de fout. De pers verhoogde de druk op de doelman van Anderlecht, waardoor een terugkeer van Peersman onvermijdelijk leek. Broos zette Peersman onder de lat, maar toen die enkele weken later ook flaterde, stond de trainer opnieuw voor een moeilijke keuze. Door de zware concurrentiestrijd zaten beide keepers met een gebrek aan zelfvertrouwen.
Ondanks Peersmans blunder tegen Sporting Charleroi bleef hij onder de lat staan. In oktober 2004 kreeg Peersmans echtgenote zwangerschapsproblemen. De doelman concentreerde zich op zijn gezin en verloor zijn plaats opnieuw aan Zitka. Maar de Tsjech flaterde weer en dus mocht Peersman opnieuw plaatsnemen in het doel. De Antwerpenaar bleef echter ook niet foutloos. Hij ging de mist in tegen Sporting Lokeren, kreeg in de Champions League 5 goals om de oren en flaterde ook in de beker tegen derdeklasser Bocholt. Zitka werd weer eerste doelman, maar viel in december uit met een zware blessure. Peersman verloor zo zijn voornaamste concurrent en werd opnieuw titularis. Toen hij vervolgens op 22 januari 2005 tegen STVV opnieuw blunderde, viel het doek definitief. Peersman vroeg tijdens de rust zijn eigen vervanging aan en verdween uit de A-kern. Derde doelman Jan Van Steenberghe werd plotsklaps de eerste keuze van Broos, die een maand later wegens teleurstellende resultaten aan de deur werd gezet. Peersman keerde nog even terug in het eerste elftal, maar een toekomst bij Anderlecht had hij niet meer.

### Naar het buitenland
Silvio Proto werd de nieuwe doublure van Zitka en Peersman belandde op een zijspoor. Geen enkele Belgische eersteklasser toonde interesse in de doelman en dus koos hij voor een buitenlands avontuur. Hij ging een anderhalf seizoen aan de slag bij Willem II, alvorens een contract te tekenen bij het Griekse OFI Kreta. De club kende echter problemen bij het uitbetalen van de spelerslonen en dus diende Peersman een klacht in. Kreta ontbond in het seizoen 2008/09 zijn contract, waarna hij verkaste naar de Nederlandse tweedeklasser FC Dordrecht.

### Terugkeer naar België
Na een afwezigheid van zo'n 4 jaar keerde de gewezen nationale doelman terug naar België. Hij werd eerste doelman bij tweedeklasser RAEC Mons en miste met de club op een haar na de promotie naar eerste klasse. Toch besloten de Henegouwers zijn contract niet te verlengen. Peersman zat meer dan een jaar zonder club en tekende uiteindelijk in maart 2012 een contract bij vierdeklasser Herk-de-Stad FC. In het seizoen 2013/14 stond hij op de loonlijst van derdeklasser KSV Temse. Peersman beëindigde zijn spelerscarrière bij Vrijheid Herselt.

### FC Oxford Hemiksem
In 2015 werd Peersman jeugdcoördinator en keeperstrainer bij FC Oxford Hemiksem. In 2018 werd hij hoofdcoach. In het seizoen 2019-2020 promoveerde Peersman met zijn team naar 3de provinciale. Na een mindere start tijdens het seizoen 2021-2022 werd hem eind oktober 2021 een andere functie aangeboden binnen de club.

## Statistieken
| Seizoen | Club             | Competitie     | Competitie | Competitie |
| Seizoen | Club             | Competitie     | Wed.       | Dlp.       |
| ------- | ---------------- | -------------- | ---------- | ---------- |
| 1996/97 | KSK Beveren      | Tweede klasse  | 0          | 0          |
| 1997/98 | KSK Beveren      | Eerste klasse  | 0          | 0          |
| 1998/99 | KSK Beveren      | Eerste klasse  | 1          | 0          |
| 1999/00 | KSK Beveren      | Eerste klasse  | 15         | 0          |
| 2000/01 | RSC Anderlecht   | Eerste klasse  | 0          | 0          |
| 2001/02 | RSC Anderlecht   | Eerste klasse  | 0          | 0          |
| 2002/03 | RSC Anderlecht   | Eerste klasse  | 0          | 0          |
| 2003/04 | RSC Anderlecht   | Eerste klasse  | 13         | 0          |
| 2004/05 | RSC Anderlecht   | Eerste klasse  | 10         | 0          |
| 2005/06 | RSC Anderlecht   | Eerste klasse  | 0          | 0          |
| 2005/06 | Willem II        | Eredivisie     | 13         | 0          |
| 2006/07 | Willem II        | Eredivisie     | 3          | 0          |
| 2007/08 | OFI Kreta        | Super League   | 6          | 0          |
| 2008/09 | OFI Kreta        | Super League   | 0          | 0          |
| 2008/09 | FC Dordrecht     | Eerste divisie | 13         | 0          |
| 2009/10 | RAEC Mons        | Tweede klasse  | 30         | 0          |
| 2012/13 | Herk-de-Stad FC  | Vierde klasse  | 0          | 0          |
| 2013/14 | KSV Temse        |                | 0          | 0          |
| 2014/15 | Vrijheid Herselt |                | 0          | 0          |
| Totaal  | Totaal           | Totaal         | 104        | 0          |